# Heineken
Heineken Lager Beer (nizozemski: Heineken Pilsene) ili jednostavnije Heineken (čitaj: ɦɛinəkən/ hajneken) je   bijelo pjenušavo pivo s 5% alkohola koji proizvodi  nizozemska tvrtka Heineken International. Heineken je poznat po svojoj specifičnoj zelenoj boci i tamno crvenoj zvijezdi.